# 熱帶風暴鴛鴦 (2023年)
熱帶風暴鴛鴦（英語：Tropical Storm Yun-yeung，國際編號：2313，聯合颱風警報中心：WP122023，菲律賓大氣地球物理和天文管理局：Ineng）是2023年太平洋颱風季第13個被命名的風暴。「鴛鴦」一名由香港提供，指一種鴨子，亦是香港一款流行飲料的名稱，由奶茶與咖啡混合而成。此名字第一次使用，取代在2017年重創菲律賓、馬來西亞的啟德。

## 發展過程
9月4日，一對流區在臺灣東南方海域脫離強颱風海葵的環流，並獨立發展成另一低壓區，美國海軍研究實驗室給予擾動編號99W。上午8時，日本氣象廳將其升格為熱帶低氣壓，並對其發布烈風警報。同時，台灣中央氣象局將其升格為熱帶低氣壓，給予編號TD14；聯合颱風警報中心亦將其評級為「低」。下午2時，香港天文台將其升格為熱帶低氣壓。下午，聯合颱風警報中心將其評級為「中」。
9月5日上午8時，聯合颱風警報中心將其評級為「高」，並對其發布熱帶氣旋形成警報。晚間8時，日本氣象廳將其升格為熱帶風暴，給予國際編號2313，並命名「鴛鴦」。同時，台灣中央氣象局將其升格為輕度颱風；聯合颱風警報中心亦將其升格為熱帶性低氣壓，給予熱帶氣旋編號12W。
9月6日凌晨2時，香港天文台將其升格為熱帶風暴。同時，聯合颱風警報中心將其升格為熱帶風暴。
9月8日晚間8時，日本氣象廳和香港天文台將其降格為熱帶低氣壓。同時，台灣中央氣象局表示鴛鴦已轉化為溫帶氣旋；中國氣象局亦對其停止编号。
9月9日早上5時，天文台將其降格為低壓區。上午8時，日本氣象廳在天氣圖上移除該系統。

## 影響

### 日本
當地發布之最高風力警報：强风注意警报
9月8日上午7点左右，日本气象厅向东京都发布短时间大雨信息，东京都出现了几十年一遇的强降雨。东京都三宅村伊ヶ谷村1小时降雨量达133毫米，三宅村附近降雨量超过120毫米。伊豆群岛和关东地方南部出现暴雨，JR東日本部分线路停运。東京一棟在施工的7樓建物發生鷹架傾倒事件，未釀成人員受傷。羽田機場的國內航班，有32架已經停飛或之後決定停飛。
千葉縣於8日上午發佈自2021年啟用新災害警示系統以來的首個“顯著大雨”警報，並要求居住在山邊河邊等危險區域的居民撤離，破纪录暴雨造成多地道路及房屋被淹沒，境内约5800户居民停电。暴雨亦导致流经千叶县的7条河流发生溢流。
受鴛鴦的雨帶及太平洋高氣壓邊緣濕空氣共同影響，千葉縣、茨城縣及福島縣廣泛地區有暴雨，造成廣泛破壞，超過1500幢民房被水淹沒。茨城縣發生150多宗山泥傾瀉，北茨城市一名青年被洪水沖走死亡。千葉縣一名警察廳工程師在檢查風暴受損情況時從5米高的屋頂墮下喪生。福島縣磐城市有老人倒在水溝中死亡。福島縣磐城市、南相馬市及楢葉町等地區約有169000戶接到避難指示，磐城市、大熊町及浪江町約19000戶一度停電，且磐城市多條河川發生氾濫 。

## 外部連結
| 太平洋颱風季             |
| 主題頁 - 專題 - 編輯指南 |

- （日語）日本氣象廳首頁 （页面存档备份，存于）
- （英文）聯合颱風警報中心首頁 （页面存档备份，存于）
- （简体中文）中國國家氣象中心首頁 （页面存档备份，存于）
- （繁體中文）台灣交通部中央氣象署首頁 （页面存档备份，存于）
- （繁體中文）香港天文台首頁 （页面存档备份，存于）
- （繁體中文）澳門地球物理暨氣象局首頁 （页面存档备份，存于）
- （英文）菲律賓大氣地球物理和天文管理局 惡劣天氣公告 （页面存档备份，存于）
- （泰文）泰國氣象局首頁 （页面存档备份，存于）